# زاتسونگ
زاتسونگ (به آلمانی: Satzung) یک منطقهٔ مسکونی در آلمان است که در مارینبرگ (ارتسگبیرگه) واقع شده‌است. زاتسونگ ۶۱۸ نفر جمعیت دارد.